# Burj al-Rus

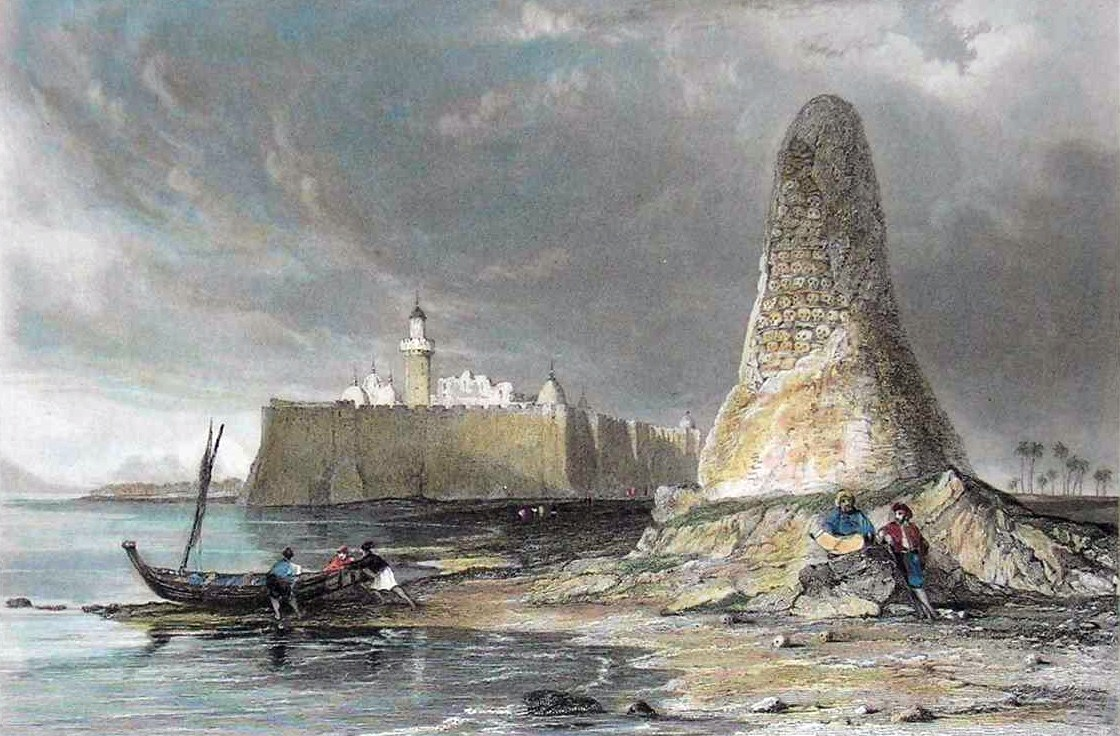
Burj-er-Roos, o torre de calaveras, grabado realizado por Sir Grenville T. Temple, Bart. (1841).

Burj al-Rus (literalmente torre de calaveras en árabe, también ortografiado como Burj-Er-Roos) es el nombre que recibía una construcción situada en la isla de Yerba, en la costa de Túnez. Se trataba de una pirámide de cráneos de españoles unidos por argamasa, situada cerca de la costa en un lugar óptimo para desembarcar, hacia el oeste del fuerte Burj-es-Sook (literalmente, "torre del mercado"). Su altura era de treinta y cuatro pies (10,3 m) y el diámetro de su base de veinticuatro (7,3 m). Las calaveras se encontraban superpuestas sobre una base de huesos de brazos y piernas.

## Historia
En 1561, Felipe II, instigado por La Valette, gran maestre de la Orden de Malta, había armado una flota para retomar la ciudad de Trípoli, que se encontraba bajo el poder de los turcos. La flota constaba de 28 grandes naves de transporte y cincuenta galeras, comandadas por el almirante Doria, y treinta mil caballeros cristianos. Las fuerzas de tierra debían ser dirigidas por Juan de la Cerda y Silva, cuarto Duque de Medinaceli y Virrey de Sicilia. Tras comprobar la fuerza de las murallas de Trípoli, De la Cerda decidió que las batallas no podrían ser ganadas sin cañones. Dos galeras fueron enviadas a Malta, y el resto de la flota se detuvo en la isla de Yerba para esperar a los refuerzos.

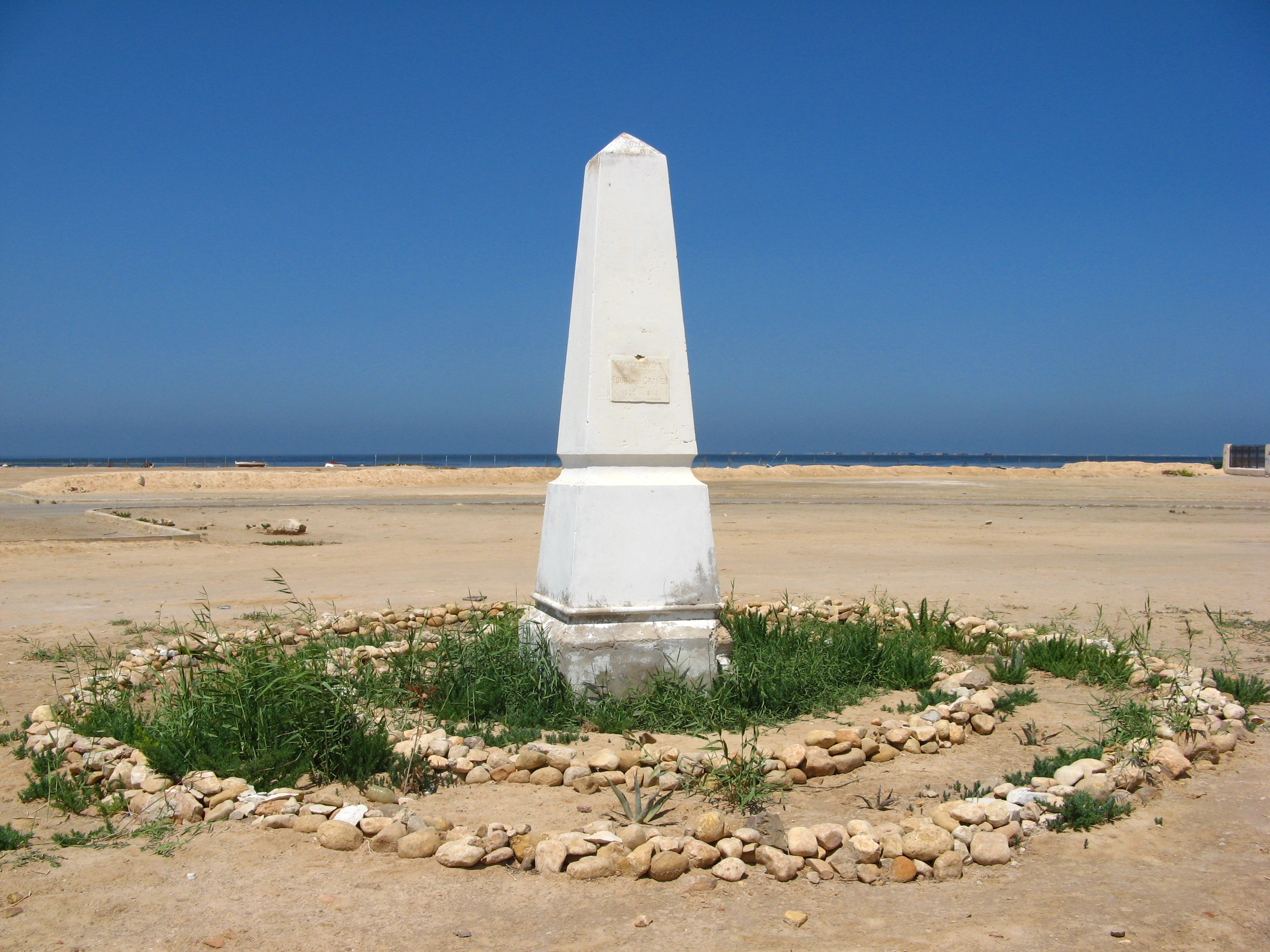
Obelisco que marca en la actualidad la ubicación de la torre.

Las tropas españolas, atacadas por los árabes, desembarcaron en la playa e invadieron la ciudad principal de la isla. Sin embargo, mientras celebraban la victoria, los españoles fueron sorprendidos por Yokdah, el jefe de la isla, que había reunido sus tropas cerca del pueblo de Wad-ez-Zebeeb. A continuación, los hombres de Yokdah atacaron a los cristianos que se encontraban en el pueblo de Esook. Los soldados españoles fueron ejecutados hasta el último hombre, mientras que su flota era diezmada por los otomanos. Con los cráneos y otros huesos de los españoles se elevó la Burj Al-Rus, en el mismo lugar donde los cristianos habían desembarcado.
La torre permaneció en pie hasta 1848, cuando el bey de Túnez ordenó su demolición, y se dio sepultura a los restos humanos que la constituían.